# Lisa Raymond
Lisa Raymond (født 10. august 1973) er en amerikansk tennisspiller, der især er kendt som doublespiller. Hun har blandt andet vundet alle fire Grand Slam-turneringer i damedouble samt tre af dem i mixed double (den eneste turnering, hun ikke har vundet her, er Australian Open). Blandt de spillere, hun har vundet flest titler sammen med i damedouble, er Rennae Stubbs (33 WTA-titler), Samantha Stosur (20 titler) og Lindsay Davenport (9 titler).